# Steinhaus (Cheb)

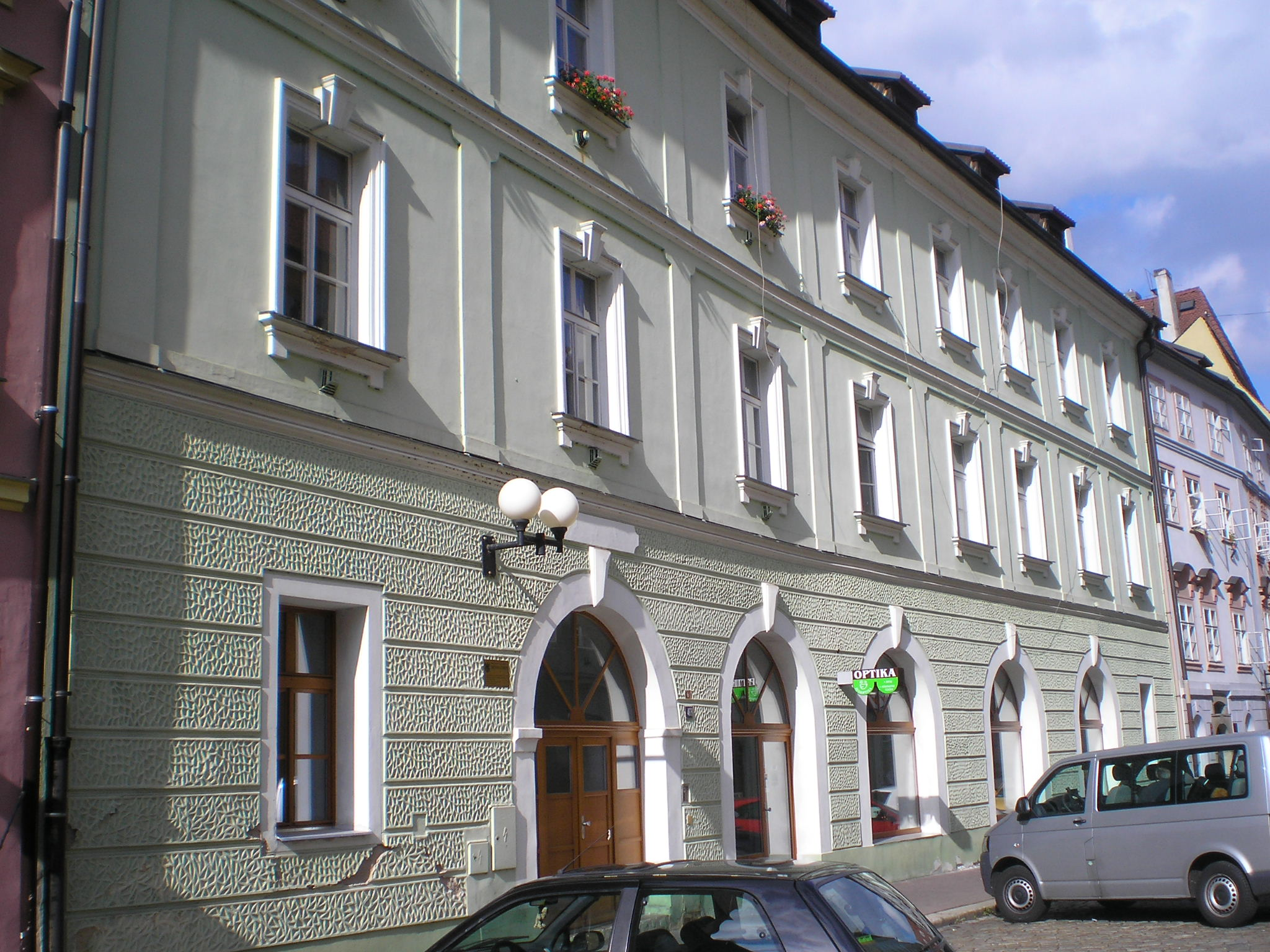
Steinhaus in Cheb

Das Steinhaus in der tschechischen Stadt Cheb (Eger) war im Mittelalter ein privilegierter Stützpunkt der Zisterzienser aus dem Kloster Waldsassen, der zunächst vor allem dem Handel diente. Der Name macht deutlich, dass es sich bei dem Gebäude um das erste aus Stein gebaute Gebäude der Stadt außerhalb der Stauferpfalz handelt.

## Geschichte
König Philipp befreite 1203 die Niederlassung der Zisterzienser aus Waldsassen von jeglichen Steuerabgaben an die Stadt Eger. Ab 1242 wird in den Urkunden von einem Steinhaus gesprochen. Johannes IV. Grübel baute das Lagerhaus zu einem Ordenshaus aus. Es erhielt unter dem Abt Franz Kübel einen Turm, Glocken und eine Kapelle. Der Abt Erhard I. Jakobi benutzte das Haus nach seiner Resignation vorübergehend als Ruhesitz. Im Bauernkrieg diente es dem Abt Nikolaus V. Seber und seinen Anhängern als Zufluchtsort und war sicherer Aufbewahrungsort von Urkunden und Kleinodien, die damit dem Einfluss des Pfalzgrafen Friedrich II. vorenthalten blieben. 
Trotz der Steuerbefreiung versuchte die Stadt Eger dennoch Steuern zu erheben. Das Kloster Waldsassen, das immer Nahrungsmittel und Güter über den eigenen Bedarf produzierte und abzusetzen suchte, gründete deshalb eine weitere Handelsniederlassung in Regensburg und strebte das Marktrecht im eigenen Gebiet an, was durch die Verleihung eines Wochenmarktes am 1. November 1306 in Tirschenreuth durch König Albrecht I. gelang. Schönbach wurde am 9. Januar 1319 durch König Ludwig IV. zur Stadt erhoben, erhielt ebenfalls einen Wochenmarkt und wurde mit dem Stadtrecht nach dem Vorbild von Eger ausgestattet.
Einzelne Privilegien des Steinhauses überdauerten des Niedergang des Klosters in der Zeit der Reformation. Pfalzgraf Reichard baute das Haus als Wohnhaus mit einer Schlosserwerkstatt um. Mit der Rekatholisierung nach dem Dreißigjährigen Krieg wurden Anstrengungen unternommen, Privilegien wiederherzustellen; sofern dies gelang, hatten sie  an Bedeutung verloren.
Das Steinhaus steht in der Rotkirchstraße (Březinova ulice) am Rande der Altstadt, nahe dem später erbauten Obertor. Der frühere Westflügel des Hauses ist nicht mehr vorhanden. 2001 und 2002 wurden in der unmittelbaren Umgebung archäologische Grabungen durchgeführt.